# Черниченко, Михаил Николаевич
Михаил Николаевич Черниченко (род. 13 ноября 1944, Хадыженск, Краснодарский край) — российский государственный деятель. Глава администрации города Майкопа. Член Совета Федерации Федерального Собрания Российской Федерации (1994—1996), министр по вопросам местного государственного управления Республики Адыгея с 1997 года.

## Биография
- родился 13 ноября 1944 года в г. Хадыженске Нефтегорского района Краснодарского края;

### Трудовая деятельность
- В 1964 году окончил Краснодарский строительный техникум
- в 1972 году поступил и в 1976 году окончил Краснодарский политехнический институт (инженерно-строительный факультет)
- Академия общественных наук при ЦК КПСС;
- работал разнорабочим, каменщиком в тресте «Краснодарстрой»; с 1964 г. — мастер сельской строительной организации в Адыгейской автономной области;
- 1967—1971 — инженер-проектировщик в филиале института «Крайколхозпроект» в г. Лабинске Краснодарского края;
- 1971—1977 — главный архитектор Гиагинского района Адыгейской автономной области;
- 1977—1981 — главный инженер, затем начальник передвижной механизированной колонны;
- 1981—1982 — заместитель председателя Исполкома Гиагинского районного Совета;
- 1982—1983 — начальник отдела по делам строительства и архитектуры Адыгейского облисполкома — главный архитектор Адыгейской автономной области;
- 1983—1992 — первый заместитель председателя Исполкома Адыгейского областного Совета;
- с 1992 г. — глава администрации г. Майкопа, в марте 2001 года переизбран на второй срок;
- с 1997 г. является министром по вопросам местного государственного управления Правительства Республики Адыгея;
- С 1983 года избирался депутатом Адыгейского областного совета народных депутатов и депутатом Краснодарского краевого Совета народных депутатов
- С 1992 года избран депутатом Верховного Совета Республики Адыгея;
- 1994—1996 — Член Совета Федерации Федерального Собрания РФ, член Комитета Совета Федерации по бюджету, финансовому, валютному и кредитному регулированию, денежной эмиссии, налоговой политике и таможенному регулированию;
- с 2001 года работал в компании Лукойл
- с 2008 по 2013 Глава администрации г. Майкоп
- с 2013 года советник Главы Республики Адыгея А. К. Тхакушинова
- Руководитель Общественной приёмной Председателя партии «Единая Россия» Д. А. Медведева

## Награды звания
- Почётный гражданин города Майкопа
- Медаль «В ознаменование 100-летия со дня рождения Владимира Ильича Ленина» (6 апреля 1970)
- Медаль «Слава Адыгеи»,
- Почётным знаком Государственного Совета-Хасэ Республики Адыгея «Закон. Долг. Честь»,
- Почётной грамотой Государственного Совета — Хасэ Республики Адыгея.

## Семья, увлечения
- Женат. Жена — фармацевт. Имеет дочь и сына.
- увлечения: футбол, теннис;
- президент футбольного клуба «Дружба».